# Dharam Deo Sharma
Dharam Deo Sharma, född 1948, är ekonom och professor i internationell marknadsföring vid Handelshögskolan i Stockholm.
Han innehar Peter Wallenbergs professur i internationell marknadsföring vid Handelshögskolan i Stockholm sedan 2002.